# Margarete Skulesdatter
Margarete Skulesdatter (* um 1210; † 1270 in Reins Kloster) war durch die Ehe mit König Håkon Håkonsson von 1225 bis 1263 Königin von Norwegen.

## Leben
Ihre Eltern waren Skule Bårdsson (1189–1240) und seine Frau Ragnhild (erwähnt zwischen 1219 und 1247). 1225 heiratete sie König Håkon Håkonsson. Die Ehe sollte die Spannungen zwischen König Håkon und Skule Bårdsson beilegen. Margarete spielte keine politische Rolle. Sie ist erstmals 1219 erwähnt, als die Berater König Håkons ihm die Ehe mit Margarete vorschlugen. Das sollte verhindern, dass Skule erneut Thronansprüche geltend machte, die er vergeblich vorgebracht hatte, als Håkon 1217 zum König gewählt worden war.
Die Hochzeit sollte Ostern 1225 in Bergen stattfinden. Der Termin geriet allerdings dadurch in Gefahr, dass der König durch seinen Kampf mit den Ribbunge in Viken gebunden war. Doch es gelang ihm, zu Ostern in Bergen zur Stelle zu sein, so dass die Hochzeit am 25. Mai 1225 stattfinden konnte.
Zwei Jahre später gebar sie ihren ersten Sohn Olav, der wenige Jahre später starb. Aber die Söhne Håkon unge und Magnus wurden erwachsen und erhielten beide den Königsnamen. Die Tochter Kristin wurde an den Bruder Philipp des spanischen Königs Alfons X. von Kastilien und León verheiratet. Das war Teil der Außenpolitik des Königs.
Die Verschwägerung mit Håkon verhinderte allerdings nicht, dass das Verhältnis zwischen Skule und dem König immer schlechter wurde und in einem Aufstand gipfelte, in dem Skule getötet wurde, was Margarete sehr getroffen haben soll. Ihre Stellung zwischen dem Ehemann und dem mit ihm verfeindeten Vater war auf jeden Fall schwierig.
Aufgrund seines Aufstandes war Skules Vermögen vom König konfisziert worden. Daher ist unklar, ob sie das Vermögen ihres Vaters geerbt hat. Jedenfalls hatte sie die Mitgift behalten. Sie hatte auch noch eine Schenkung von König Håkon, die Papst Innozenz IV. auf ihre Bitte hin noch vor der Krönung Håkons 1247 unter seinen Schutz stellte. Aus ihrem Vermögen stammen wahrscheinlich die drei Kapellen im Bistum Stavanger, deren Patronatsrecht Kardinal Wilhelm von Modena der Königin und ihren Kindern anlässlich der Krönung übertrug. Darüber hatte es zwischen ihr und dem Bischof Åskjell Jonsson von Stavanger Streit gegeben. Eine der Kapellen kann zur früheren Peterskirche in Stavanger geworden sein, die König Magnus später seine „Odelskirche“ nannte und dem Hospital in der Stadt schenkte. In Stavanger wurde sie erstmals urkundlich unter den Zeugen erwähnt, als König Håkon die von König Magnus Erlingsson vorgenommene Übertragung der Regierungsgewalt des Bischofs über die Stadt bestätigte.
Nach den Quellen reiste die Königin regelmäßig mit dem König zu den größeren Städten des Landes und hatte eine leitende Stellung bei Hofe. Aufgrund dieser Stellung erhielt sie 1238 und 1240 von dem englischen König Heinrich III. ein scharlachrotes Festgewand. Ein reich illustrierter englischer Psalter, der in der Mitte des 13. Jahrhunderts nach Norwegen kam, dürfte ihr gehört haben. Ihre Tochter Kristin bekam ebenfalls einen vornehmen Psalter, der in Paris gefertigt worden war. Das bedeutet, dass beide wie auch der König, der viele Übersetzungen in Auftrag gab, lesekundig waren.
Als Witwe zog sie mit ihrem Sohn Magnus im Herbst 1264 von Bergen nach Trøndelag und besuchte das Reins Kloster. Ab 1267 lebte sie dort bis zu ihrem Tode 1270. Sie schenkte dem Kloster einen Goldkelch, den Erzbischof Olav Engelbrektsson auf seiner Flucht nach Holland 1531 dann mitgehen ließ.
Kinder
- Olav (* 1227)
- Håkon Håkonsson unge (1232–1257)
- Kristin Håkonsdatter (1234–1262)
- Magnus lagabætir (1238–1280)